# Ctenoplusia aenescens
Ctenoplusia aenescens là một loài bướm đêm trong họ Noctuidae.